# Samuel Alabi
Samuel Alabi Borquaye (6 maggio 2000) è un calciatore ghanese, centrocampista del Petržalka.

## Carriera
Il 1º luglio 2019 viene acquistato dalla società israeliana dell'Ashdod.
Il 24 settembre 2020 viene acquistato dalla società svizzera del Lucerna.

## Statistiche

### Presenze e reti nei club
Statistiche aggiornate al 25 maggio 2021.
| Stagione        | Squadra         | Campionato      | Campionato | Campionato | Coppe nazionali | Coppe nazionali | Coppe nazionali | Coppe continentali | Coppe continentali | Coppe continentali | Altre coppe | Altre coppe | Altre coppe | Totale | Totale |
| Stagione        | Squadra         | Comp            | Pres       | Reti       | Comp            | Pres            | Reti            | Comp               | Pres               | Reti               | Comp        | Pres        | Reti        | Pres   | Reti   |
| --------------- | --------------- | --------------- | ---------- | ---------- | --------------- | --------------- | --------------- | ------------------ | ------------------ | ------------------ | ----------- | ----------- | ----------- | ------ | ------ |
| 2019-2020       | Ashdod          | LhA             | 17+6       | 1+0        | CI+TC           | 1+0             | 0               |                    | -                  | -                  |             | -           | -           | 24     | 1      |
| ago. 2020       | Ashdod          | LhA             | 1          | 0          | CI+TC           | 0+4             | 0               |                    | -                  | -                  |             | -           | -           | 5      | 0      |
| Totale Ashdod   | Totale Ashdod   | Totale Ashdod   | 24         | 1          |                 | 5               | 0               |                    | -                  | -                  |             | -           | -           | 29     | 1      |
| 2020-2021       | Lucerna         | SL              | 7          | 0          | CS              | 1               | 0               |                    | -                  | -                  |             | -           | -           | 8      | 0      |
| 2021-2022       | Lucerna         | SL              | 0          | 0          | CS              | 0               | 0               |                    | -                  | -                  |             | -           | -           | 0      | 0      |
| Totale Lucerna  | Totale Lucerna  | Totale Lucerna  | 7          | 0          |                 | 1               | 0               |                    | -                  | -                  |             | -           | -           | 8      | 0      |
| Totale carriera | Totale carriera | Totale carriera | 31         | 1          |                 | 6               | 0               |                    | -                  | -                  |             | -           | -           | 37     | 1      |

## Palmarès

### Club

#### Competizioni nazionali
- Coppa Svizzera: 1

Lucerna: 2020-2021